# Stowarzyszenie Nadbałtyckie Plastyków im. Mariana Mokwy w Gdańsku
Stowarzyszenie Nadbałtyckie Plastyków im. Mariana Mokwy w Gdańsku – środowisko artystyczne kształtujące się na początku lat 80 XX w. na terenie Fortów Góry Gradowej w Gdańsku w czasie trwania stanu wojennego głównie z inicjatywy kilku malarzy Stanisława Dobrskiego, Anny Bagińskiej, Zofii Jowdiuk, Elżbiety Marii Łukasiak, Janiny Śpiewak  oraz dyrektora MCK Czesława Makary obejmującego mecenat nad kształtującą się grupą.
Za datę założenia przyjmowany jest rok 1983, data oficjalnej rejestracji organizacji i jej statutu w  Urzędzie Wojewódzkim w Gdańsku. Laureat Nagrody Ministra Kultury i Dziedzictwa Narodowego 2008.

## Historia

### Grupa artystyczna „Grodzisko”
Wojewódzki Ośrodek Kultury i Młodzieżowe Centrum Kultury w Gdańsku 2 września 1982 r. zorganizowali plener malarski dla plastyków prymitywistów „Grodzisko 82”. Powstała Grupa Twórcza Plastyków Amatorów, która otrzymała na siedzibę kawiarnię „Forty” w Śródmieściu, gdzie skupiło się ich życie artystyczne. Powołano zarząd, którego prezesem został Stanisław Dobrski. Pierwszą wystawę marynistyczną (z udziałem 24 członków) zorganizowano w 1983 r. Oprócz działalności wystawienniczej Grupa „Grodzisko” uczestniczyła w plenerach (m.in.: Kudowa, Lądek Zdrój, Krynica Zdrój, Jurata).

### Stowarzyszenie Nieprofesjonalnych Plastyków przy WOK

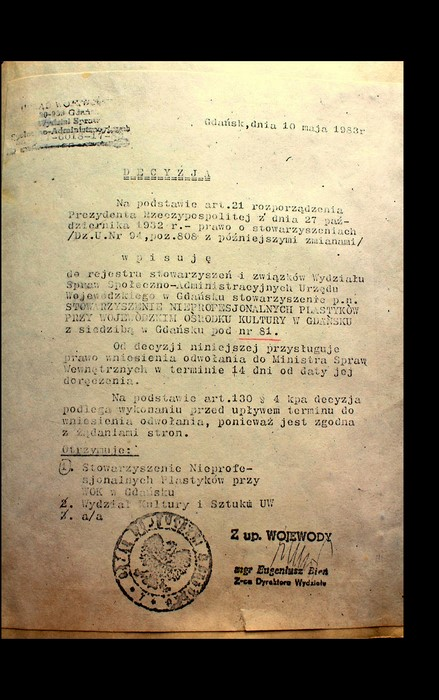
Wpis do rejestru stowarzyszeń 1983 r.

10 maja 1983 r. Grupa Twórców "Grodzisko" zarejestrowała w Urzędzie Wojewódzkim Stowarzyszenie Nieprofesjonalnych Plastyków.
Działalność stowarzyszenia początkowo była powiązana z działaniami WOK.  Siedziba stowarzyszenia mieściła się przy ul.Świerczewskiego 35 (obecnie Nowe Ogrody). Roczny przegląd twórczości Stowarzyszenia był powiązany z organizowanymi przez WOK wojewódzkimi przeglądami twórczości amatorskiej, które wraz z likwidacją WOK zostały zawieszone. W Gdańskim Ratuszu Staromiejskim w Sali Mieszczańskiej odbywały się walne zabrania członków i wykłady, w Galerii Staromiejskiej organizowano wystawy. W marcu 1988 r. Stowarzyszenie otrzymało od Urzędu Miasta dodatkowy lokal z przeznaczeniem na galerię oraz dwie pracownie w Wielkim Młynie w Gdańsku, z których korzystano do 1992 r. Powstały specjalizacje z malarstwa, rzeźby, gobeliniarstwa, metaloplastyki i grafiki. 
Przy organizowaniu wystaw 200 zarejestrowanych członków podejmowano współpracę m.in. z Kantorem Sztuki przy Złotej Bramie, Klubem „Rudy Kot”, Domem Harcerza, Domem Kultury na Zaspie, Klubem Garnizonowym w Gdańsku-Wrzeszczu, Biurem Wystaw Artystycznych w Sopocie, Klubem Marynarki Wojennej w Gdyni.
Za kreatywność w dziedzinie kultury w roku 1986 Stowarzyszenie zostało uhonorowane Dyplomem Ministerstwa Kultury i Sztuki w Warszawie.

### Stowarzyszenie Nadbałtyckie Plastyków - wspólny projekt prymitywistów i profesjonalistów
Po upływie 10 lat od założenia Stowarzyszenia rosnąca ilość nowych członków z wyższym wykształceniem plastycznym i zajmujących się zawodowo sztuką wymusiła zmiany.
10 marca 1993 r. Walne Zebranie Członków podjęło uchwałę o zmianie nazwy na Stowarzyszenie Nadbałtyckie Plastyków im. prof. Mariana Mokwy w Gdańsku. Uległ również zmianie statut. Siedziba Stowarzyszenia została przeniesiona do nowego lokalu w podziemiach zabytkowej kamienicy przy ulicy Ogarnej 27/28.
14 kwietnia 1993 r. otworzono stałą galerię Stowarzyszenia pod nazwą „Galeria za Murami”.
Rozszerzono działalność Stowarzyszenia o warsztaty plastyczne. Wykłady z kompozycji, malarstwa, rysunku i historii sztuki prowadzą gdańscy profesjonalni malarze i wykładowcy Akademii Sztuk Pięknych w Gdańsku, m.in.: Bogna i Włodzimierz Łajmingowie, Stanisław Olesiejuk, Marek Model, Andrzej Karmasz, Jacek Kornacki, Daniel Cybulski, Maria Kadzińska, Andrzej Trzaska, Beata i Mariusz Białeccy, Zbigniew Szczepanek, Aleksandra Baliszewska-Walicka, Krystyna Onak, Daniel Kufel, Ryszard Kul, Anna Reinert-Faleńczyk.
Stowarzyszeniem kierowali kolejno: Stanisław Dobrski, Stanisław Frankowski, Wojciech Iwaniuk, Maria Świderek, Barbara Paluch, Anna Staruszkiewicz i Romana Karmasz.

## Siedziba i galeria
- 80-826 Gdańsk, ul Ogarna 27/28
- Galeria „Za Murami”